# The Onslaught
The Onslaugh est le premier album studio du groupe de thrash metal, Lazarus A.D.. Il est sorti en 2007 et a été réédité en 2009.

## Liste des morceaux
1. Last Breath
2. Thou Shall Not Fear
3. Damnation For The Weak
4. Absolute Power
5. Revolution
6. Rebirth
7. Lust
8. Forged In Blood
9. Every Word Unheard
10. Who I Really Am